# Sonnie Hale
Sonnie Hale (Londres, Inglaterra, 1 de mayo de 1902 – ib. 9 de junio de 1959) fue un Actor de cine y teatro, director y guionista británico. 

## Biografía
Su verdadero nombre era John Robert Hale-Monro y nació en Londres, Inglaterra. Sus padres eran Robert Hale y Belle Reynolds. Su padre y su hermana, Binnie Hale, eran también actores. Trabajó principalmente en el teatro musical y en las revista, pero también actuó en el cine, ocasionalmente escribiendo guiones y dirigiendo. 
Debido al inicio de la Segunda Guerra Mundial en 1939 y al cierre de un gran número de teatros, Hale sufrió un gran revés económico al fallar una gira por el país planificada para esa época.
Se casó en tres ocasiones: Con la actriz Evelyn Laye (1926–1930), con la actriz y bailarina Jessie Matthews (1931–1944), y con Mary Kelsey (1945–1957). En su segundo matrimonio tuvo un hijo (fallecido tras nacer) y una hija adoptada (1935). Con su tercera mujer tuvo un hijo (1946). También tuvo una hija ilegítima fruto de otra relación.
Sonnie Hale falleció en Londres en 1959 a causa de una mielofibrosis.

## Filmografía (parcial)
Créditos de Hale como actor junto a Matthews:
- Friday the 13th (1933), como Alf.
- Evergreen (1934), como Leslie Benn.
- First a Girl (1934), como Victor.
- It's Love Again (1934), como Freddie Rathbone.

Como director y guionista de Matthews:
- Sailing Along (1938)

Como director de Matthews:
- Head Over Heels (1937)
- Gangway (1937)

Como actor sin Matthews:
- The Gaunt Stranger (1938), como Sam Hackett.
- Let's Be Famous (1939), como Finch.
- Fiddlers Three (1944), como El Profesor.
- London Town (1946), como Charlie de Haven.